# 羽村京子
羽村京子（4月5日—）是日本的女性聲優，所屬事務所是ARTSVISION。劇團我樂多工房付屬養成所二期生。埼玉縣出身。
以前所屬是Production baobab。曾有一段時間停指配音活動，並在2003年8月返回崗位。

## 演出作品

### 電視動畫
- 東洋魔女勝利女排（高）
- 玻璃假面（1984年版）（春日泰子）
- 加油！吉塔斯（畑中、岸祐介）
- 牙 -KIBA-（凱蒂）
- 橙路（孩子王、太妹）
- 銀河漂流（瑪琪·羅威爾）
  - ※休息中的『銀河漂流13』是由手塚千春來代配
- 獵魔戰記（老婦人）
- 劍豪生死鬥（女壹）
- 城市獵人（真澄：48話）
- 蒼天之拳（大原幸代）
- 麵包超人（多多的母親）
- 天空戰記（修羅王秋亞人（少年時代））
- 遙遠時空 〜八葉抄〜（侍徒的母親）
- 遙遠時空3 紅月（男孩子）
- 彼得潘的冒險（約翰·朱利安·達令）
- 秘密 ～The Revelation～（榎木雪野）
- 比利犬、比利犬任何公司（媽媽）
- 忍者少女（婆婆）
- 機器勇士（蘇菲亞）
- 魔法小天使（鏡子）
- 六三四之劍（東堂修羅）
- 名偵探福爾摩斯（比利、柯皮特·佩里遜、客人、女傭、哈里斯夫人）
- 新楓之谷（蘇菲）
- 相聚一刻（少女A）
- MONSTER（希爾曼夫人、欺負威姆的少年C）
- 桃太郎傳說（猴子紋太）
- 請多指教汽車醫生（女大學生D※第12話）

### OVA
- 銀河漂流 各作品（瑪琪·羅威爾）
- 雙子星 無法到達的銀河系（小孩子）
- 夢想獵人麗夢II 聖美神學院的妖夢（黑薔薇惠女學生們）

### 劇場版動畫
- 宇宙皇子（田加良）
- GREY 數位目標（小媽媽）
- 捍衛嬌娃 ETERNAL STORY（愛兒）
- 銀河漂流 消失的12人（瑪琪·羅威爾）

### 外語配音
- 鐵鷹F16（馬修（麥特）·馬斯特斯（鮑伯·雅各比））
- E.T.外星人
- 航爆死亡角
- 天魔
- 鬼作秀（比利（喬·希爾））
- 說故事的人（漢斯（艾爾薩·巴克））
- 驚奇4超人
- 洛城法網（葛瑞絲·范·歐文（蘇珊·戴））
- 幽幻道士3／孩子王4（蜻蜓（鄭同村））
- 來來殭屍（蜻蜓（鄭同村））

## 外部連結
- ARTSVISION公開簡歷